# Anthony Contreras
Anthony Contreras, né le 29 janvier 2000 à Turrialba, est un footballeur international costaricien jouant au poste d'attaquant au Paphos FC en prêt du Riga FC.

## Biographie

### Carrière en club
Né à Turrialba en Costa Rica, Anthony Contreras est formé par le CS Herediano, où il commence sa carrière professionnelle. Il joue son premier match avec l'équipe première du club le 14 janvier 2017,.

### Carrière en sélection
En novembre 2019, Anthony Contreras est convoqué pour la première fois avec l'équipe nationale du Costa Rica. Il honore sa première sélection le 12 novembre 2021, contre le Canada.
Le 3 novembre 2022, il est sélectionné par Luis Fernando Suárez pour participer à la Coupe du monde 2022.